# Mangelia grisea
Mangelia grisea é uma espécie de gastrópode do gênero Mangelia, pertencente a família Mangeliidae.